# Libby Ludlow
Libby Ludlow (née le 26 août 1981) est une skieuse alpine américaine.

## Coupe du Monde
- Meilleur classement final : 43e en 2006.
- Meilleur résultat : 7e.